# Oberhofen bei Kreuzlingen
Oberhofen bei Kreuzlingen è una frazione del comune svizzero di Lengwil, nel Canton Turgovia (distretto di Kreuzlingen).

## Storia

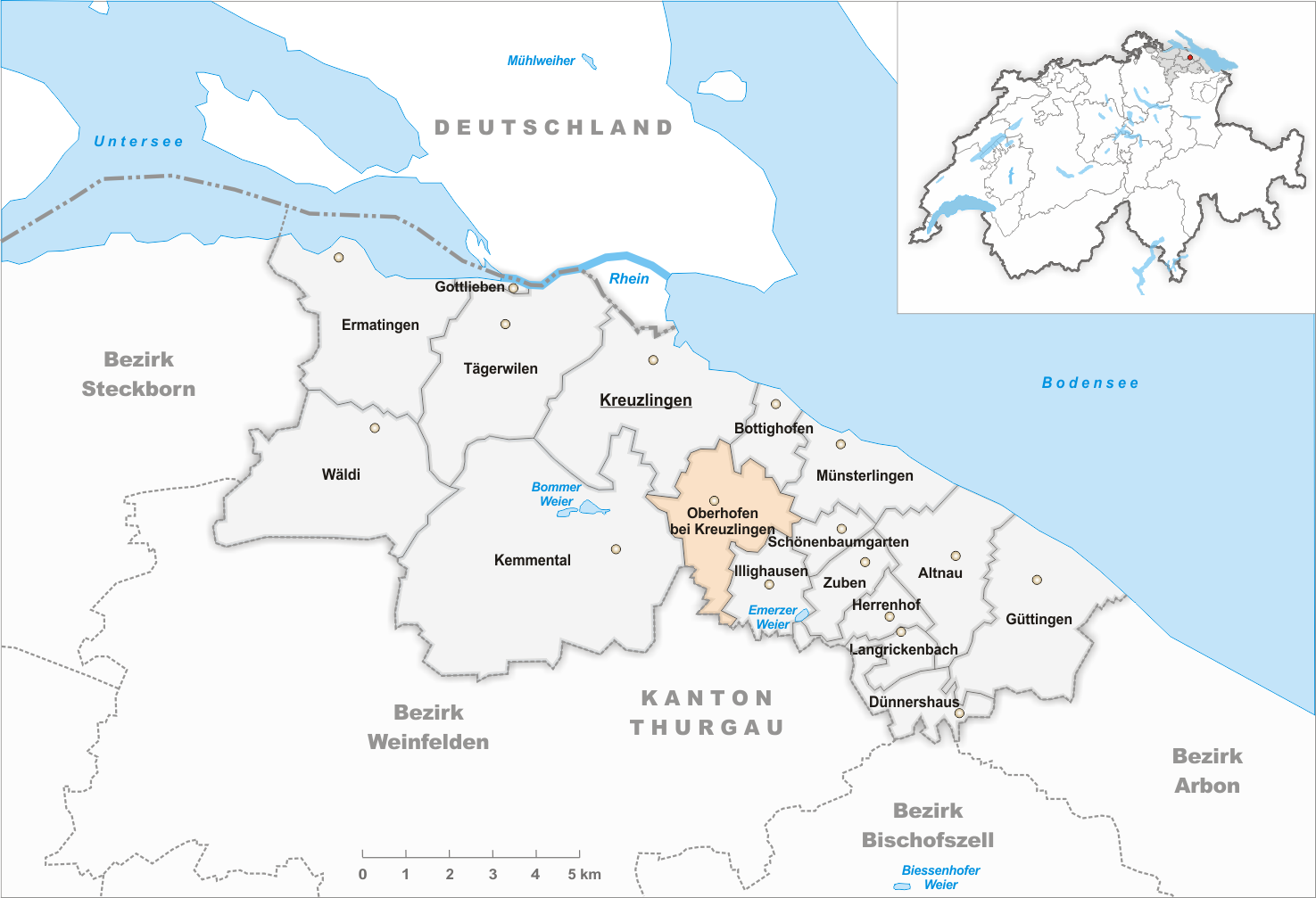
Il territorio del comune di Oberhofen bei Kreuzlingen prima degli accorpamenti comunali del 1998

Già comune autonomo (Ortsgemeinde) che comprendeva anche le frazioni di Dettighofen e Lengwil, nel 1998 è stato aggregato all'altro comune soppresso di Illighausen per formare il nuovo comune di Lengwil.

## Monumenti e luoghi d'interesse

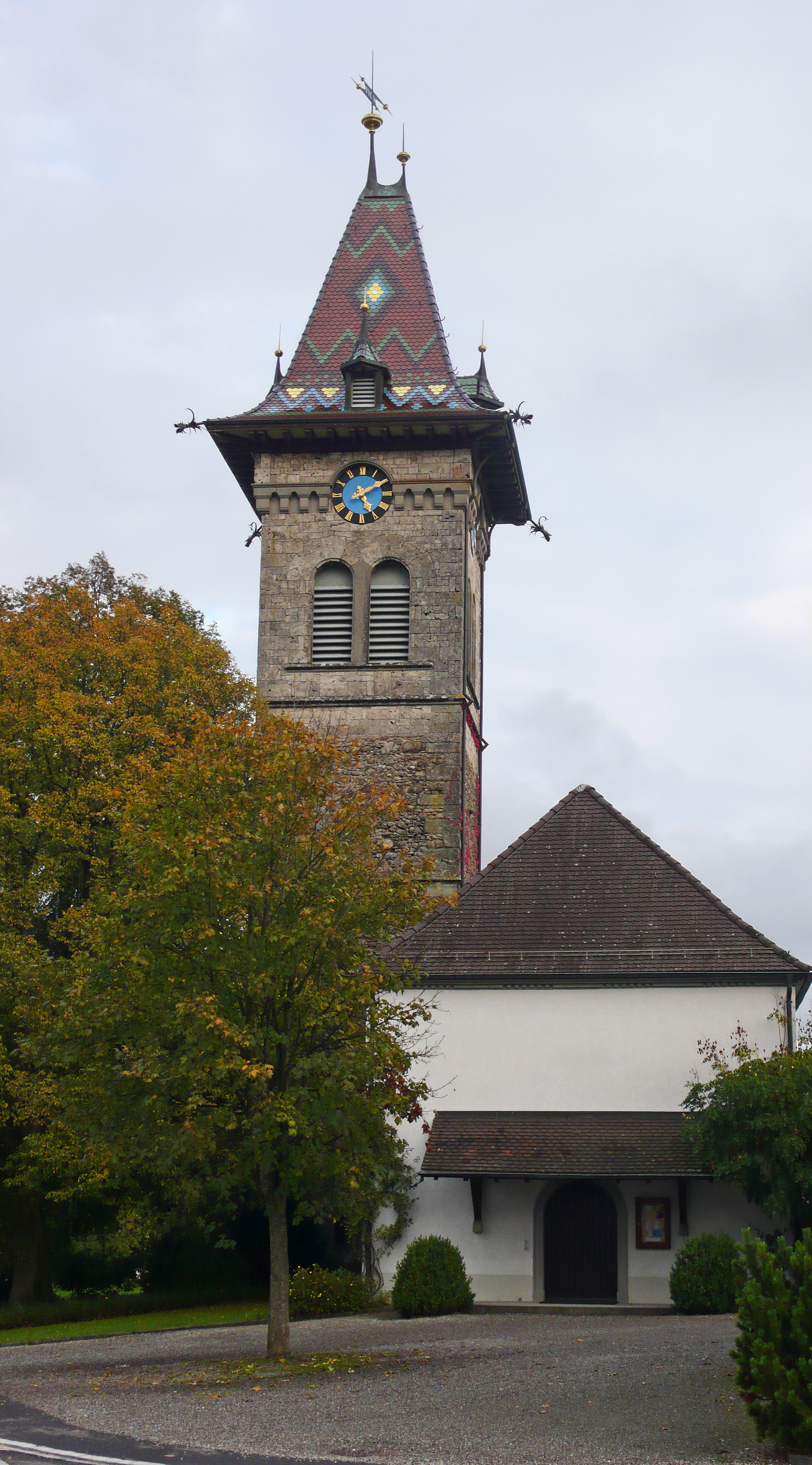
La chiesa riformata

- Chiesa riformata, attestata dal 1477[1].

## Società

### Evoluzione demografica
L'evoluzione demografica è riportata nella seguente tabella:
Abitanti censiti

## Amministrazione
Ogni famiglia originaria del luogo fa parte del cosiddetto comune patriziale e ha la responsabilità della manutenzione di ogni bene ricadente all'interno dei confini della frazione.